# Hemigymnus melapterus

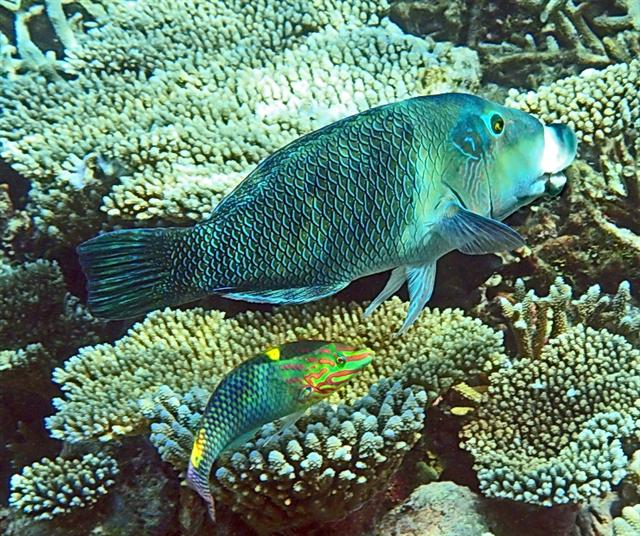
Hemigymnus melapterus adulto

Hemigymnus melapterus  (Bloch, 1791) è un pesce di acqua salata appartenente alla famiglia Labridae.

## Distribuzione e habitat
Ha un areale piuttosto ampio; proviene dalle barriere coralline dell'oceano Pacifico e dell'oceano Indiano. Le località dove è stato trovato principalmente sono: il Mar Rosso, le coste dell'Africa orientale, in particolare della Somalia, del Kenya e del Mozambico; Aldabra, Chagos, Samoa, Seychelles, Polinesia, Micronesia, isole Ryukyu e Giappone. Nuota fino a 30 m di profondità soprattutto in zone con fondali sabbiosi, ricche di coralli; i giovani tendono a stare molto vicini alla costa.

## Descrizione
Presenta un corpo non allungato e piuttosto tozzo; le labbra sono carnose. Le pinne non sono particolarmente allungate, e hanno un colore scuro eccetto la pinna caudale, dal margine arrotondato. La pinna dorsale e la pinna anale sono basse e lunghe, mentre le pinne pettorali sono trasparenti. La bocca è grande, le labbra spesse.
La livrea varia molto nel corso della vita del pesce: i giovani sono verdastri-grigi scuri con la pinna caudale gialla e con un'evidente fascia bianca verticale che passa dietro alle pinne pettorali e termina alla base della pinna dorsale. Gli adulti hanno la testa grigia chiara (con riflessi verdastri e azzurri superiormente) e il resto del corpo più scuro.
I maschi adulti presentano inoltre un'area composta da macchie irregolari verdi e rosse su quasi tutta la testa.
Può raggiungere i 90 cm.

## Biologia

### Comportamento
È una specie generalmente solitaria o che forma piccoli gruppi di pochi esemplari; i giovani hanno però l'abitudine di proteggersi dai predatori stabilendosi vicino a ricci di mare, ad attinie oppure ad altri celenterati urticanti. Vive nelle zone molto ricche di coralli. Di solito gli adulti vivono in acque più profonde.

### Predatori
È spesso preda di Plectropomus leopardus.

### Parassiti
Può essere ospite di diversi isopodi parassiti, come alcune specie della famiglia Gnathiidae e Argathona macronema, i quali vengono eliminati dai pesci pulitori. Altri parassiti che può presentare sono il platelminte Benedenia lolo, comune negli esemplari giovanili, e il copepode Hatschekia hemigymni.

### Alimentazione
Ha una dieta carnivora, composta sia da pesci più piccoli che da invertebrati marini, specialmente crostacei come anfipodi, granchi, gamberi e stomatopodi; inoltre si nutre anche di molluschi, in particolare chitoni e gasteropodi, policheti, echinodermi e foraminiferi. Per trovare questi invertebrati è solito setacciare la sabbia o staccare pezzi di corallo morto. La dieta degli esemplari giovani è simile a quella degli adulti, ma tende ad essere composta principalmente da anfipodi e copepodi.

### Riproduzione
È oviparo e la fecondazione è esterna. Non ci sono cure verso le uova.

## Conservazione
La lista rossa IUCN classifica questa specie come "a rischio minimo" (LC) perché a parte l'occasionale pesca per l'alimentazione e per l'acquariofilia non è minacciato da particolari pericoli, ma comunque in Australia la sua pesca è regolamentata. È diffuso in diverse aree marine protette.